# Paul John Flory
Paul John Flory (Sterling, 19 de junho de 1910 — Big Sur, 9 de setembro de 1985) foi um químico estadunidense.
Foi agraciado com o Nobel de Química de 1974.